# Грановский, Герберт Иванович
Герберт Иванович Грановский (14 [27] февраля 1901 — 8 апреля 1983) — советский учёный в области резания металлов и режущего инструмента, действительный член Академии наук Латвийской ССР (1958).

## Биография
Родился 27 февраля 1901 года в Риге в семье рабочего. С 1915 г. чернорабочий на заводе «Проводник» в Москве. Служил в РККА (1920—1922).
Окончил вечерний рабфак им. В. И. Ленина (1926), механический факультет Московского высшего технического училища им. Н. Э. Баумана (1930), аспирантуру (1933, с защитой кандидатской диссертации). Работал там же, в МВТУ.
В 1935 г. направлен в Сталинградский механический институт, заведовал кафедрой «Резание металлов».
С 1938 г. снова в МВТУ: преподаватель, доцент, профессор кафедры «Теория механической обработки и инструмент», в 1952—1982 заведующий кафедрой, с 1943 по 1948 г. декан механико-технологического факультета.
Создатель нового раздела в теории резания — кинематики резания. Создал и впервые в СССР прочитал полные курсы «Расчет и конструирование режущих инструментов» и «Технология инструментального производства».
Основные труды: «Кинематика резания» (1948), «Резание металлов» (1954, с коллективом авторов), «Металлорежущие инструменты. Конструкция и эксплоатация: Справочное пособие» (1952), «Фасонные резцы» (1975, в соавторстве с Панченко К. П.), «Резание металлов» (1985, в соавторстве с В. Г. Грановским), «Обработка результатов экспериментальных исследований резания металлов» (1982).
Доктор технических наук (1944). Действительный член Академии наук Латвийской ССР (1958).
Заслуженный деятель науки и техники РСФСР. Награждён орденами «Знак Почёта» (1945) и Трудового Красного Знамени (1960), медалью «За доблестный труд в Великой Отечественной войне» (1946).
Похоронен на Введенском кладбище.